# Filipe Erasmo de Liechtenstein
Filipe Erasmo ou Philipp Erasmus de Liechtenstein (Zurique, 19 de agosto de 1946) é o segundo filho do falecido príncipe Francisco José II de Liechtenstein e de sua esposa, a condessa Georgina de Wilczek. Desde 1998, ele é o presidente do banco LGT em Liechtenstein, que é propriedade da Fundação Príncipe de Liechtenstein. Seu irmão mais velho é o atual príncipe soberano, Hans-Adam II.

## Biografia
O príncipe Philipp nasceu em Zurique como o segundo filho de Franz Joseph II, príncipe de Liechtenstein e sua esposa, a condessa Georgina de Wilczek.[carece de fontes?]
O príncipe Philipp estudou história e sociologia na Universidade de Bonn e na Universidade de Basileia. É membro do conselho de administração do grupo LGT desde 1981 e presidente dessa organização desde 2001.
No dia 11 de setembro de 1971, em Bruxelas, ele desposou Isabelle de l'Arbre de Malander (nascida em 24 de novembro de 1947, em Ronse). Eles tiveram três filhos:[carece de fontes?]
- Alexander, nascido em 19 de maio de 1972, em Basileia
- Venceslau, nascido em 12 de maio de 1974, em Uccle
- Ferdinando, nascido em 7 de setembro de 1975, em Uccle